# Parthenicus pallipes
Parthenicus pallipes är en insektsart som beskrevs av Knight 1968. Parthenicus pallipes ingår i släktet Parthenicus och familjen ängsskinnbaggar. Inga underarter finns listade i Catalogue of Life.